# Loch Doon
Loch Doon (schottisch-gälisch: Loch Dhùinist) ist ein Süßwassersee in den schottischen Lowlands. Er liegt etwa fünf Kilometer südlich von Dalmellington knapp außerhalb des Galloway Forest Parks in der Council Area East Ayrshire. Der See ist über eine Abzweigung von der A713 bei Mossdale zu erreichen.
Loch Doon ist etwa 8,9 km lang und bis zu 2,4 km breit. Der See ist die Quelle des Doon und erhält selbst Wasser über einen etwa zehn Kilometer langen Zufluss von Loch Enoch. Loch Doon ist Bestandteil des Galloway Hydro-Electric Power Scheme, weshalb er in den 1930er Jahren aufgestaut wurde, so dass sein heutiger Wasserstand etwa neun Meter über dem natürlichen liegt. Das Wasser aus dem See wird allerdings nicht für den Antrieb von Turbinen verwendet. Der See dient als Pufferspeicher, aus dem in Zeiten geringen Niederschlags Wasser über Rohrleitungen entnommen werden kann, um die Wasserkraftwerke kontinuierlich betreiben zu können.
Im Süden des Sees befindet sich am Westufer die Ruine von Loch Doon Castle – eine Festung mit 11 unregelmäßigen Seiten, die sich ursprünglich auf einer Insel im See befand. 1935 wurde der Bau abgerissen und an der jetzigen Stelle wieder aufgebaut, um ihn vor der Überflutung im Zuge der Aufstauung des Sees zu bewahren.
Im Januar 1917 eröffnete das Royal Flying Corps eine School of Aerial Gunnery am Loch Doon. Die Schießübungen erfolgten mit der Royal Aircraft Factory B.E.2c. Die Schule wurde zum Ende des Ersten Weltkrieges geschlossen. Teile der Einrichtungen wurden in den 1930er überflutet, manche sind heute noch sichtbar.

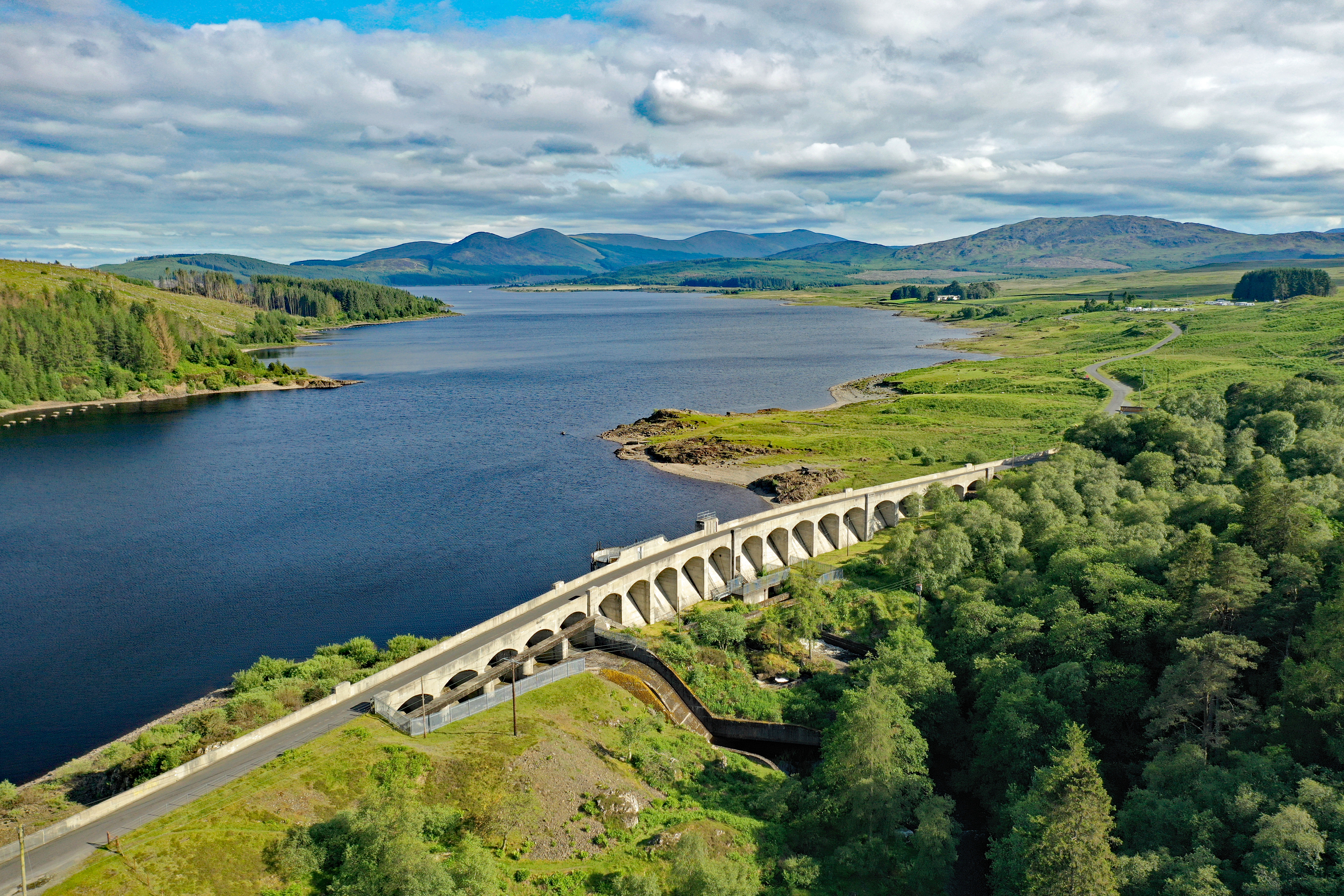
Loch Doon dam
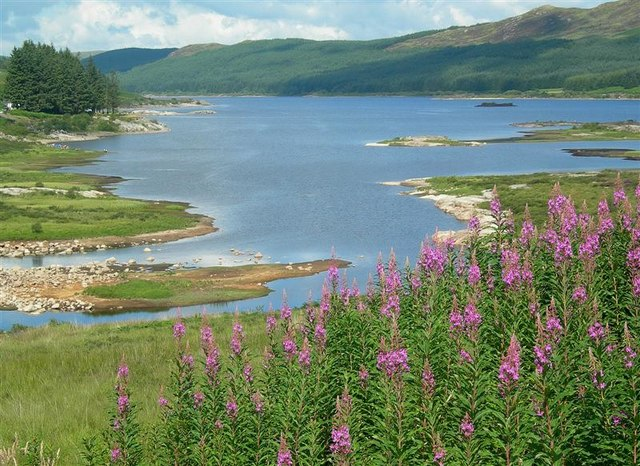
Loch Doon
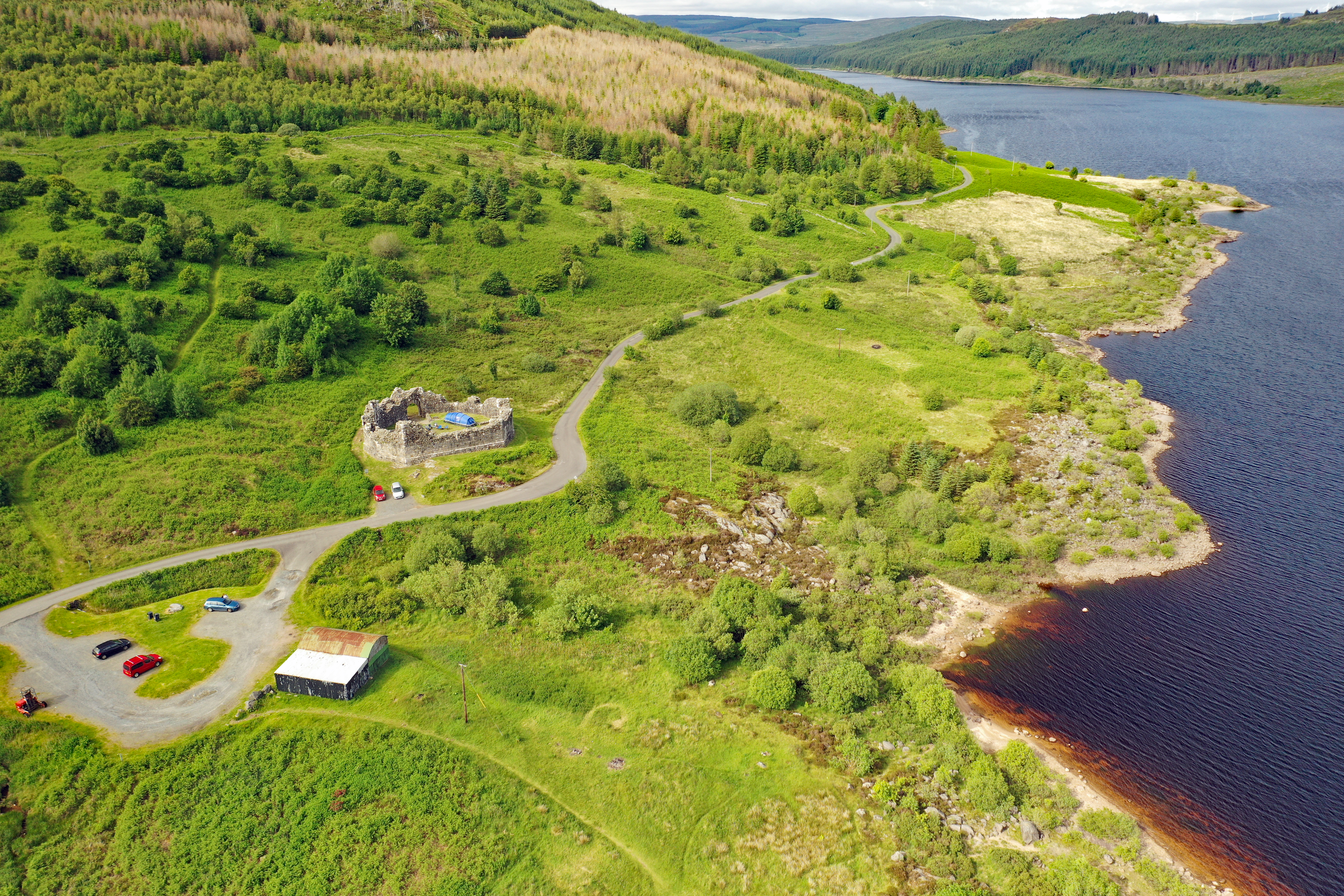
Loch Doon Castle am heutigen Platz